# Predosa
Predosa es una localidad y comune italiana de la provincia de Alessandria, región de Piamonte, con 2.092 habitantes.

## Evolución demográfica
| Gráfica de evolución demográfica de Predosa entre 1861 y 2001 |
|                                                               |
| Fuente ISTAT - elaboración gráfica de Wikipedia               |